# Struna

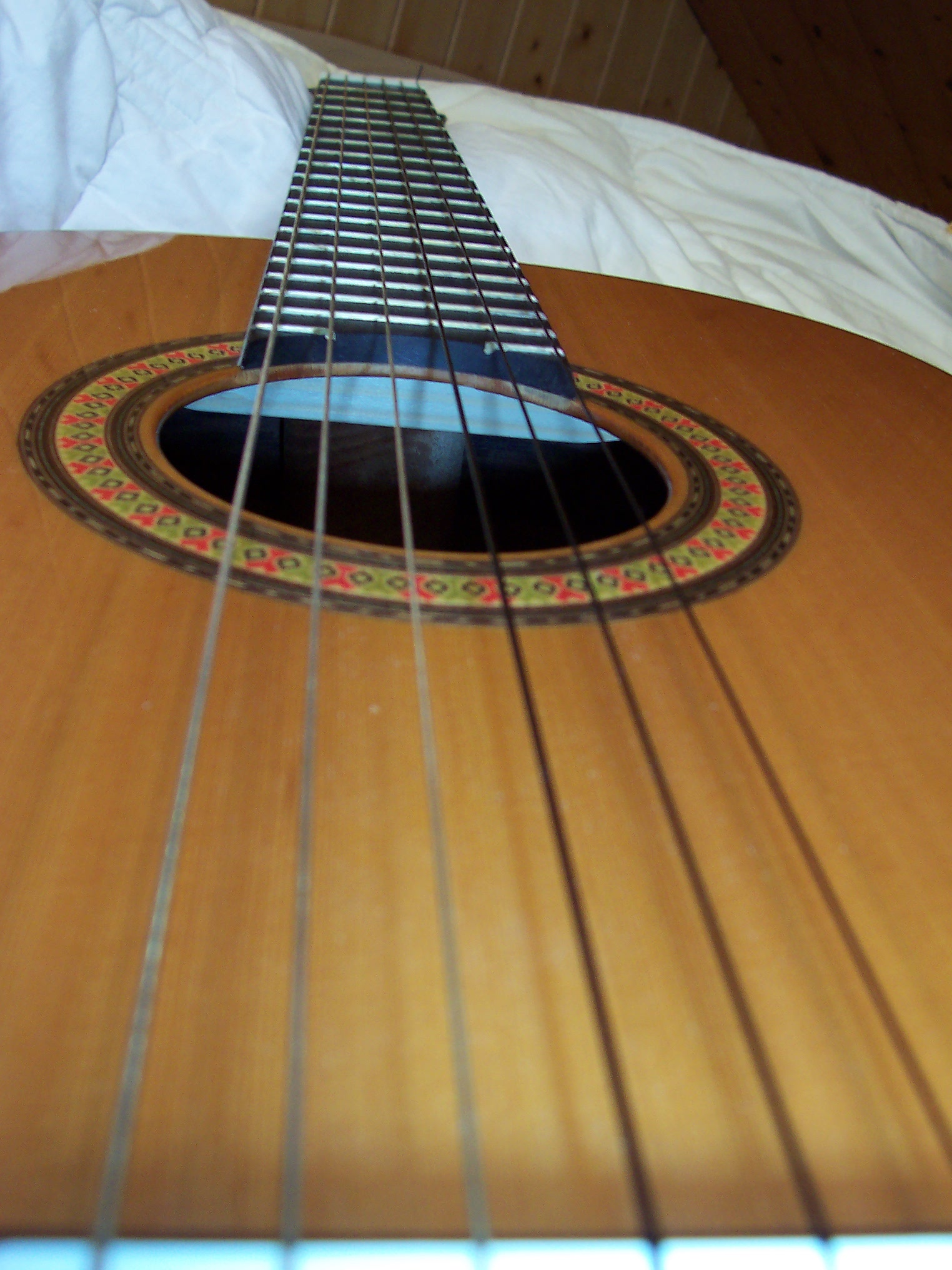
Struny gitary

Struna – źródło dźwięku (wibrator) w chordofonach (instrumentach strunowych). Struny mogą być wykonane z metalu, włókien naturalnych (m.in. jedwab), tworzywa sztucznego (przeważnie nylon), lub odpowiednio spreparowanych jelit zwierzęcych (instrumenty smyczkowe).

## Zasada działania
W drgającej strunie powstaje fala stojąca. Ponieważ końce struny są umocowane, powstają tam węzły fali. Możliwe są tylko takie drgania, dla których długość struny jest równa połowie długości fali lub jej wielokrotności.
Ton podstawowy generuje drganie o największej długości fali – z pojedynczą strzałką w połowie długości struny, lecz barwę dźwięku tworzy suma krótszych fal tzw. harmonicznych. Ważny jest zatem rozkład częstotliwości w widmie akustycznym. Muzyk może w pewnym zakresie kontrolować liczbę tonów harmonicznych poprzez technikę flażoletów. Wysokość tonu podstawowego zależy od siły naciągu struny {\displaystyle N} i od grubości i gęstości materiału, z którego zrobiona jest struna, a mianowicie jest proporcjonalna do pierwiastka kwadratowego z ilorazu {\displaystyle N/{\tau },} gdzie {\displaystyle \tau } oznacza gęstość liniową struny.

## Liczby strun w różnych instrumentach
- mandolina – 8 strun (4 pary), strojone w parach jak skrzypce.
- gitara – 6 lub 7 strun (choć spotykane są także gitary 8- i więcej strunowe), od dołu: (H1)-E-A-d-g-h-e1
- gitara basowa – od 4 do 6 strun, od dołu: (H2)-E1-A1-D-G-(c)
- banjo – od 4 do 5 strun
- harfa – różnie w zależności od rodzaju instrumentu – współczesna harfa koncertowa ma 47 strun
- lira – 4 do 10 strun
- lutnia – od 6 do 16 strun
- fortepian – od 1 do 3 strun (czasami 4) na jeden klawisz, w zależności od rejestru danego dźwięku, modelu instrumentu, oraz epoki historycznej w jakiej fortepian został zbudowany. Liczba strun waha się pomiędzy 220 a 240 (czasem więcej).
- ukulele – 4 struny
- instrumenty smyczkowe – 4 struny

- - skrzypce – od dołu: g-d1-a1-e2
  - altówka – od dołu: c-g-d1-a1
  - wiolonczela – od dołu: C-G-d-a
  - kontrabas – od dołu: E1-A1-D-G
są też odmiany z dodatkową struną, zwykle C1 (bądź też z urządzeniem przestrajającym strunę E1 do C1) – występują w dużych orkiestrach symfonicznych, np. w filharmoniach; rzadsze są odmiany bez struny E1, istnieje też (rzadko) wersja strojona kwintowo C1-G1-D-A. Czasami (odmiana Wagnerowska) ta 5-ta struna może być nastrojona na H2.